# Bourací hydraulické nůžky
Bourací hydraulické nůžky nebo také demoliční nůžky či demoliční kleště jsou nástroj používaný pro demolici železobetonových prvků budov bez použití výbušnin. Jsou obvykle vyrobeny z pevné a speciálně kalené oceli a ovládány přes hydrauliku rypadla. Pomocí hydrauliky je vytvářen tlak, díky kterému jsou čelisti nůžek schopny drtit železobeton silou několika tun, stříhat ocelové profily, bourat cihelné konstrukce i prostý beton.
V závislosti na požadavcích jsou demoliční kleště k dispozici v různých velikostech a tvarech. Celková váha demoličních nůžech se pohybuje od 24 do 70 tun s délkou ramen 24 až 50 metrů. Typické demoliční drapáky pro 25 tunová rypadla váží přibližně 2 až 5 tun a při provozním tlaku kolem 350 barů vyvíjejí na lopatkách drtivou sílu kolem 2 MN. 
Tvar a uspořádání řezných zubů demoličních kleští připomíná masožravé dinosaury.

## Galerie

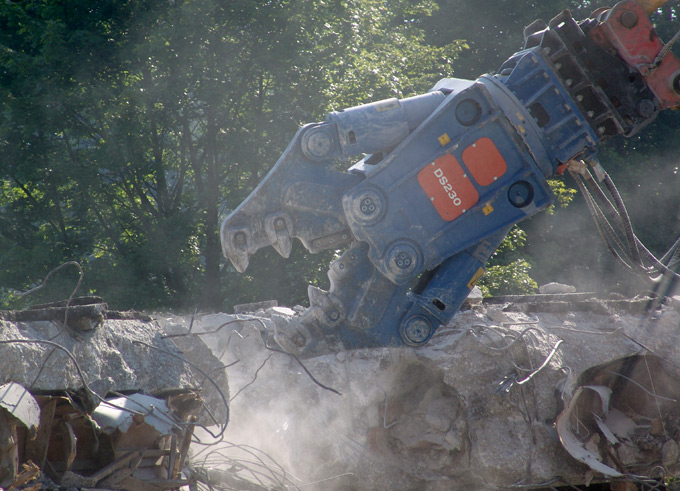
Demoliční nůžky - detail
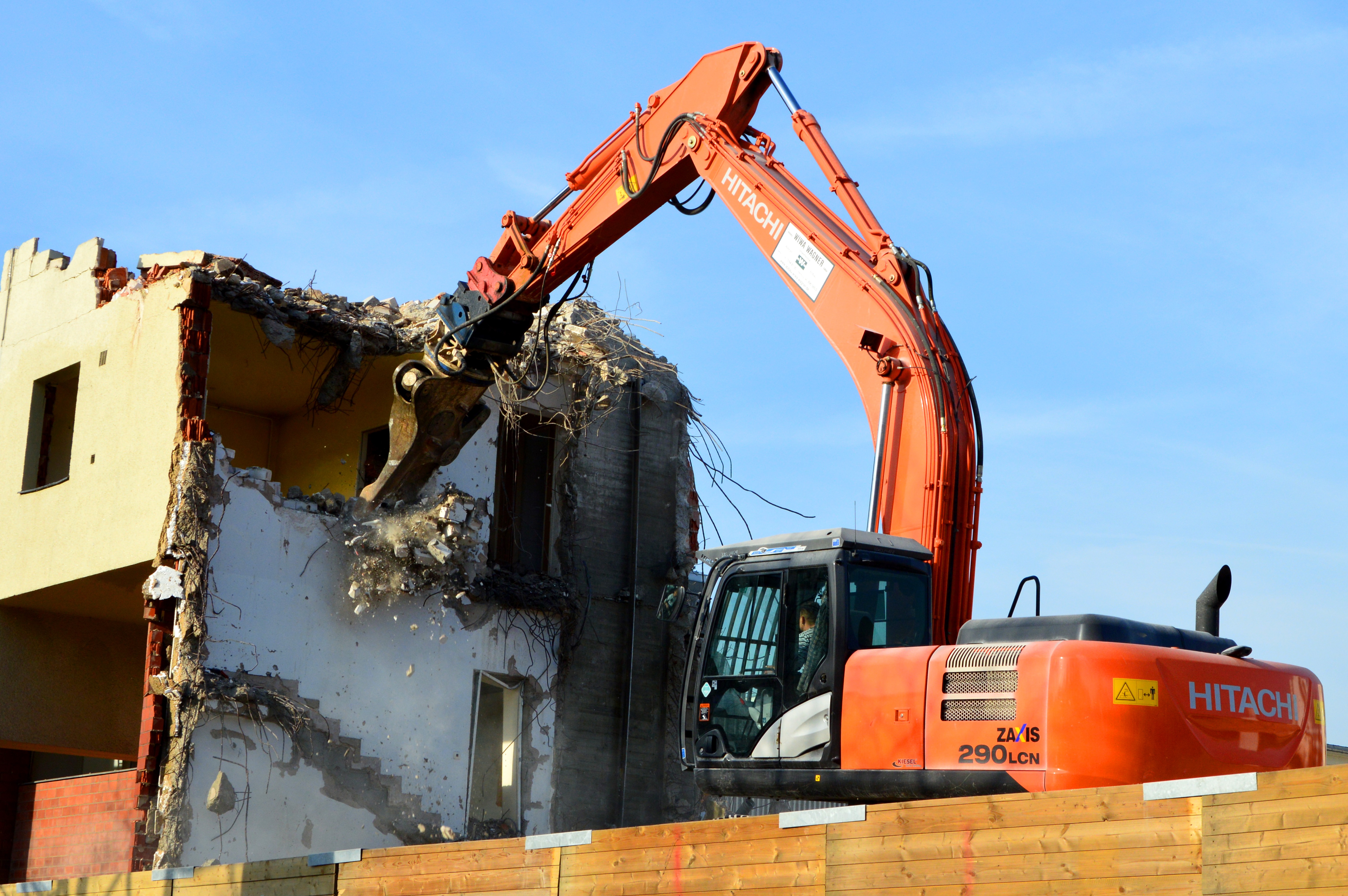
Demoliční nůžky na bagru
- video z bourání nůžkami